# C&R研究所
C&R研究所（シーアンドアール研究所）は日本の出版社。コンピュータ関連書、ビジネス書などを出版している。

## 主な出版物
書籍
- 逆引きハンドブック シリーズ
- 基礎から学ぶ シリーズ
- めざせ!仕事のプロ シリーズ
- SUPERサイエンス シリーズ

など多数